# جزيرة توكونغ (كليمنتان الجنوبية)
جزيرة توكونغ وهي جزيرة من جزر إندونيسيا، وتتبع إقليم كليمنتان الجنوبية في إندونيسيا.